# Olimpijska dvorana "Juan Antonio Samaranch"
Olimpijska dvorana Juan Antonio Samaranch ili Zetra Arena je dvorana u Sarajevu, glavnom gradu Bosne i Hercegovine. To je polivalentna dvorana građena 1981. – 1982., a otvorena 14. prosinca 1982. Svjetskim juniorskim prvenstvom u umjetničkom klizanju. U njoj su održana natjecanja za XIV. Zimske olimpijske igre u umjetničkom klizanju i hokeju na ledu, kao i ceremonija zatvaranja. Zetra se nalazi u sarajevskom naselju Koševo, sjeverno od središta grada. Za vrijeme rata u Bosni i Hercegovini 1992. ova dvorana je bila pogođena projektilima, te uništena, ali je 1999. obnovljena. Dvorana Zetra je sastavni dio Olimpijskog kompleksa uz stadion za brzo klizanje i Olimpijski muzej. 
Do 2010. zvala se Zetra.